# زينغ تشينغ
زينغ تشينغ (بالصينية: 曾诚) (8 يناير 1987 ووهان الصين - ) هو لاعب كرة قدم صيني، يلعب كحارس مرمى، شارك في كأس آسيا 2015.

## روابط خارجية
- زينغ تشينغ على موقع الاتحاد الدولي (مؤرشف)  (الإنجليزية)
- زينغ تشينغ على موقع قاعدة بيانات كرة القدم.إي يو (الإنجليزية)
- زينغ تشينغ على موقع ناشيونال فوتبول تيمز (الإنجليزية)
- زينغ تشينغ على موقع Soccerway.com (الإنجليزية)
- زينغ تشينغ على موقع اللجنة الأولمبية الصينية (الإنجليزية)